# Symphony X
Symphony X ist eine Progressive-Metal-Band aus New Jersey, die 1994 von dem Gitarristen Michael Romeo gegründet wurde.

## Bandgeschichte
1994 nahm Michael Romeo, vormals Gitarrist der Band Gemini, sein Demotape The Dark Chapter auf. Er erregte schnell Aufmerksamkeit und gründete bald zusammen mit Bassist Thomas Miller, Schlagzeuger Jason Rullo, Sänger Rod Tyler und dem Keyboarder Michael Pinnella die Band Symphony X.
Die Aufnahmen zu ihrem ersten Album Symphony X begannen noch im selben Jahr; das Album wurde zunächst ausschließlich in Japan unter dem Zero Corporation Label veröffentlicht. Erst nach der Veröffentlichung ihres zweiten Albums im Jahr 1995 erschien das Debütalbum weltweit. Ihr zweites Album The Damnation Game folgte sechs Monate später und wurde über das Label InsideOut weltweit veröffentlicht. Sänger Rod Tyler hatte die Band verlassen und wurde durch Russell Allen ersetzt, der einen bedeutenden Einfluss auf den Stil der Band hatte und mit seinem Wirken einen eher neo-klassischen Schwerpunkt setzte.
Das dritte Album The Divine Wings of Tragedy wird von vielen Fans als ihr Meisterwerk angesehen. Die Aufnahmen zu diesem Album dauerten relativ lange; die Sessions begannen 1996 und wurden erst 1997 abgeschlossen. Mit diesem Album erzielten sie auch Erfolge in Europa, der Erfolg in Japan wuchs weiter. Im Gegensatz zu den vorherigen Alben stechen auf The Divine Wings of Tragedy vor allem die beiden Longtracks heraus, so das 20-minütige Titelstück sowie das knapp zehnminütige The Accolade, welche in Form und Aufbau deutlich in der Tradition des Progressive Rock stehen.
Gegen Ende des Jahres musste Jason Rullo aus persönlichen Gründen die Band kurzzeitig verlassen. Für diese Zeit wurde er von Thomas Walling ersetzt. In dieser Besetzung spielte die Band ihr viertes Studioalbum Twilight in Olympus ein, welches 1998 veröffentlicht wurde. Auf dem Album ist auch das Instrumentalstück Sonata zu finden, das auf dem Motiv des zweiten Satzes der Klaviersonate Nr. 8 Pathétique (c-Moll, op. 13) von Ludwig van Beethoven beruht. Die übrigen Stücke des Albums zeigten die Band wieder ein wenig kompakter, längster Titel war mit 13 Minuten Through the Looking Glass, sowie das neunminütige Church of the Machine.
Der erste offizielle Auftritt in der neuen Besetzung fand 1998 in Japan statt, gefolgt von einer Welttournee. Bassist Thomas Miller wurde anschließend durch Michael LePond ersetzt.
Mit Prelude to Millennium erschien Ende desselben Jahres eine Kompilation aus den vorigen vier Studioalben. Zusätzlich enthielt diese Zusammenstellung eine als Masquerade ’98 bekannte Neuaufnahme eines Songs vom Debütalbum, diesmal von Russell Allen gesungen.
Schlagzeuger Jason Rullo kehrte vor der Aufnahme des fünften Albums V: The New Mythology Suite (2000) zur Band zurück. Das Material des Albums stammte größtenteils aus Ideen zu einem nie verwirklichten Longtrack namens Twilight in Olympus, dessen Titel allerdings für das vorherige Album übernommen worden war. Es handelt sich bei V um das erste Konzeptalbum der Band, inhaltlich beschäftigt es sich mit dem Atlantis-Mythos sowie antiker ägyptischer Mythologie und Astrologie. Das Intro names Prelude ist eine Adaption des Dies Irae aus dem Requiem von Giuseppe Verdi.
Die Band ging auf Tour und nahm dabei das Livealbum Live on the Edge of Forever auf, das aus Mitschnitten mehrerer Konzerte besteht.
Im Jahr 2002 veröffentlichte die Band ihr nunmehr sechstes Studioalbum The Odyssey, welches als Höhepunkt den 24-minütigen Titeltrack enthält, der eine musikalische Interpretation der griechischen Sage um Odysseus darstellt. Außer dem eher traditionellen Titelstück fiel der Rest des Albums deutlich härter als gewohnt aus. Es enthält weniger Keyboardparts als zuvor und inspirierte einige Fans und Journalisten zu Vergleichen mit dem Thrash Metal. Unter den Stücken ist auch die Fortsetzung des Fan-Klassikers The Accolade, die ähnlich lange dauert wie der erste Teil und thematisch mit ihm verwandt ist. Auf das Album folgte 2003 eine Tour im Vorprogramm von Stratovarius. 2004 legte die Band, abgesehen von einigen Festivalauftritten, eine Ruhepause ein, die Russell Allen und Michael Pinnella zu Soloalben nutzten. Michael Romeo war Gast auf Timo Kotipeltos zweitem Soloalbum, Mike LePond spielte mit Distant Thunder ein Album ein.
Im Sommer 2005 nahmen Symphony X an der Gigantour teil, einem großen Sommerfestival mit den Headlinern Megadeth und Dream Theater. Um die Zeit bis zum nächsten Album zu überbrücken, wurde eine Fanclub-CD veröffentlicht, die Demoversionen verschiedener älterer Stücke enthält, sowie eine Interpretation der Star-Wars-Titelmelodie an der E-Gitarre.
Im März 2006 gab Michael Romeo bekannt, dass fünf Songs eines neuen Albums vollständig aufgenommen seien und das Album in den folgenden Monaten endgültig fertiggestellt werde. Die Veröffentlichung verzögerte sich jedoch, weil Bassist Mike LePond wegen Morbus Crohn behandelt werden musste. Schließlich wurde das Album mit dem Titel Paradise Lost am 22. Juni 2007 veröffentlicht. Paradise Lost, das thematisch auf dem gleichnamigen epischen Gedicht des englischen Dichters John Milton beruht, ist eine musikalische Weiterführung von The Odyssey. Die Stücke sind zwar weniger thrashig geraten, doch ähnlich hart wie auf dem Vorgängeralbum. Einzig der Titeltrack weist leicht balladeske Züge auf und erinnert stark an den Song Communion and the Oracle vom Album V: The New Mythology Suite.
Am 12. November 2009 gaben Nuclear Blast bekannt, dass Symphony X unter Vertrag genommen wurden. Das Album Iconoclast erschien am 17. Juni 2011.
Am 10. April 2015 verkündete die Band, dass die Aufnahmen und die Abmischung des neuen Albums komplett wären. Am 18. Mai 2015 wurde der Titel des Albums mit Underworld bestätigt. Das Album ist am 24. Juli 2015 erschienen. Die erste Single, Nevermore, feierte am 22. Mai 2015 Premiere.

## Diskografie

### Alben
- 1994: Symphony X
- 1995: The Damnation Game
- 1997: The Divine Wings of Tragedy
- 1998: Twilight in Olympus
- 1998: Prelude to the Millennium (Kompilation)
- 2000: V: The New Mythology Suite
- 2001: Live on the Edge of Forever (Live)
- 2002: The Odyssey
- 2005: Rarities & Demos (exklusiv für Mitglieder des Fanclubs)
- 2007: Paradise Lost
- 2011: Iconoclast
- 2015: Underworld

### Singles
- 2011: The End of Innocence
- 2015: Nevermore
- 2015: Without You